# Kaleboğazı, Canik
Kaleboğazı là một xã thuộc quận Canik, tỉnh Samsun, Thổ Nhĩ Kỳ. Dân số thời điểm năm 2010 là 162 người.